# Xuixtar
Xuixtar - شوشتر (persa), Tustar (àrab) - és una ciutat i antiga fortalesa a la província de Khuzestan a l'Iran a uns 92 km d'Ahwaz, la capital provincial. La seva població el 2005 era de 89.255 habitants. Es troba prop del riu Karun que neix a pocs km al nord de la ciutat. Aquesta circumstància la va afavorir al llarg dels segles, permetent un bon desenvolupament de l'agricultura; les principals obres hidràuliques són: el canal An-i Gargar (antic Masrukan) al nord, la resclosa de Band-i Kaysar (l'embassament del Cèsar) a l'est, i el canal Minaw (Miyan-ab) al sud.

## Història
Se suposa que era la ciutat elamita de Adamdun i l'aquemènida de Šurkutir. La ciutat ja existia sota els parts i els sassànides així com les obres hidràuliques. Plini esmenta la vila de Sostra (Xoixtar). Fou un bisbat nestorià segons els documents siríacs. Les tradicions perses la consideren fundada pel mític rei Husheng, després de fundar Susa (Xuix), i Xuixtar voldria dir "Millor que Susa", però més probablement voldria dir "Camí de Susa". El canal Minaw fou construït segons la mateixa tradició per Darios el Gran i que l'embassament de Band-i Kaysar fou obra d'Artaxerxes I i fou acabat sota Sapor II per presoners de guerra romans entre els quals l'emperador Valerià I.
Xuixtar fou conquerida pels àrabs manats per al-Barra ibn Malik, en temps d'Umar ibn al-Khattab. A la pujada dels omeies va esdevenir un centre kharigita i un dels caps d'aquesta secta, Shahib, la va fer la seva capital i la va conservar fins a la seva mort, però llavors la va ocupar al-Hajjaj; fou llavors quan el port que existia sobre l'embassament, fou destruït. En el califat abbàssida fou capital d'un dels almenys set districtes que formaven el Khuzestan. La fundació de Bagdad la va beneficiar i un barri de la capital del califat es va dir Mahallat al-Tustariyyin i era el lloc on residien els comerciants de la vila i diversos notables. D'aquest temps data la mesquita més antiga de la ciutat, que es va començar a construir vers el 865 (però no es va acabar fins vers 1125). Xuixtar va ser la principal ciutat del Khuzestan al mateix nivell que Ahwaz, i Mustawfi la considerava la capital.
Tamerlà la va ocupar a finals del segle xiv i va restar en mans de la dinastia timúrida un segle;el 1393 Tamerlà va arribar a Dizful i d'allí va anar cap a Xuixtar. Timur va acampar a la vista de Shushtar a la vora del riu Txehar Donke. Ali Kutwal i l'amir Isfandiyar Nami que governaven Xuixtar per compte de Shah Mansur, van fugir cap a Siraz i els notables de la ciutat van anar a oferir la seva submissió que fou acceptada. Khwaja (o Khoja) Masud Sabzawari amb 1000 homes es va establir com a guarnició de Shushtar mentre Hasan-i-Rashid amb un altre contingent, s'establia a Huwayza; un oficial khurasani havia estat l'encarregat de la guarnició de Dizful. La regió de Shushtar (i en alguns casos la pròpia ciutat) fou saquejada i els soldats es van emportar molts cavalls i mules. Timur va sortir del Shushtar el 25 de Rabi al-Akhir (Rabi al-Thani) del 795 (equivalent al 18 de març de 1393) i va avançar per Bahbahan cap a Siraz. Va avisar a Umar Shaikh que no anés a Shushtar sinó que es reunís amb ell junt amb l'equipatge de l'exèrcit i les seves tropes.
El 1396 Tamerlà va enviar a Sultan Husayn i a Kodadad Husayni a Shushtar per combatre als lladres de camins que infectaven el Luristan. El 1402 l'amir Sultan Husayn Mirza va arribar a Xuixtar i va confirmar en el govern a Dukom; a Dizful fou confirmat Muhammad Adjab Shir i a Hawiza Timur Khoja ; com a governador general del Khuzestan a Shams al-Din Dehdar. De tots ells Sulayman Xah va percebre considerables sumes per facilitar la seva confirmació.
El 1408 Pir Muhammad de Fars, Esfahan i Yadz, va enfrontar la revolta dels governadors del Khuzestan, Khond-Said Barles (a Hawiza), Xaikh Zade (Xuixtar) i Tavakul Barles (Dizful). Pir Muhammad va arribar a Ramhurmuz i va enviar diversos amirs amb un missatge oferint el perdó. Els amirs rebels es van reunir i finalment van decidir sotmetre’s quan ja Pir Muhammad estava prop de Xuixtar. Va poder entrar a aquesta ciutat on va romandre uns dies i d'allí va anar a Dizful on va restar dos dies o tres per dirigir-se finalment a Hawiza on va rebre l'homenatge dels caps kurds i àrabs incloent els àrabs de les maresmes. Quan Pir Muhammad va tornar a Siraz el sultà Ahmad ibn Uways va reunir les seves forces i sobtadament a començaments del 1409 es va dirigir a Huwayza (Hawiza) i la va assetjar. La guarnició fou sorpresa i no va tenir temps de fugir, sent gairebé tots liquidats; algun però foren fets presoners i el sultà no els va fer matar. Pir Hajji Kukeltaix, governador de Dizful, al saber la notícia, va abandonar la seva ciutat i es va retirar a Xuixtar; l'amir Isen, que no se sentia segur a Xuixtar, es va retirar a Ramhurmuz. Pir Muhammad va enviar als amirs Anuixirwan Barles i Tulek que es van reunir amb Isen a Ramhurmuz. Ahmad es va apoderar sense lluita de tot el Khuzestan i es va dirigir a Ramhurmuz. A la nit els defensors van veure els milers de torxes, es van espantar i van evacuar Ramhurmuz. La ciutat fou ocupada, la fortalesa destruïda, la població portada a Xuixtar i el cadi Kutb al-Din executat. Masuk Nizedar va rebre el govern jalayírida del Khuzestan. (152, 153). Quan el 1411 Xah Muhàmmad, fill del kara koyunlu Kara Yusuf es va apoderar de Bagdad, Xuixtar va romandre en poder dels jalayírides i va esdevenir la seva capital.(210). El 1414 la princesa Dendi Sultan, filla de Uways II, va enviar una delegació des de Xuixtar, que declarava la seva submissió a Xah Rukh. (257, 258). Dendi Sultan va morir a Xuixtar el 1415.
El 1514 va caure en mans d'una dinastia de sayyids vassalls dels safàvides i va esdevenir centre de propaganda xiïta. Algunes famílies van fundar efímeres dinasties locals, sent el més destacat Wakhishtu Khan (1632-1667) els descendents del qual van conservar el poder fins a la caiguda dels safàvides el 1724.
A l'inici del segle xix pertanyia al grup de províncies governades per Muhammad Ali Mirza, fill de Fath Ali Shah, que va restaurar l'embassament i el pont. Es creu que tenia uns 45.000 habitants, però després va decaure considerablement i el 1836 la població s'estimava ja només en 15.000 i Lord Curzon la fixava el 1890 en només 8.000. La població era iraniana, protoiraniana i àrab, barrejats (coneguts com a Xuixtaris), i encara hi havia llavors molts mandeans (unes 300 famílies almenys a mitjan segle). El 1887 es va obrir una línia de vaixells de la societat Lynch, i la ciutat es va aprofitar d'aquesta activitat per prosperar; les mercaderies que desembarcaven al port havien de pagar drets per ser transportats per les caravanes.
A l'inici del segle xx va quedar en poder de dos clans, Nimati i Haydari, els primers favorables als bakhtiyaris i a la constitució i els segons monàrquics i proàrabs. El 1938 havia recuperat importància i tenia uns 28.000 habitants; l'acabament del ferrocarril Transpersa va fer guanyar importància a Ahwaz i altre cop la població va començar a baixar. El 1971 només tenia 27.532 habitants, però després de 1973 la dinastia Pahlavi va iniciar esforços per dinamitzar la zona i es va fundar una ciutat satèl·lit a l'altre costat del riu anomenada Nova Xuixtar principalment destinada treballadors de la canya de sucre que fou posada en explotació intensiva. Després de la revolució islàmica de 1979 la vila nova va començar a créixer de manera ràpida i el 1991 va arribar (junt amb la vella) a 70.294. La llengua xuixtari es parla a Xuixtar i a Dezful i deriva de l'antic persa, sent un dialecte del farsi o persa modern.